# Dreißig Jahre später
Dreißig Jahre später von Hans Dominik ist eine technisch-wissenschaftliche Zukunftsgeschichte. Sie erschien 1930 in der jährlich erscheinenden Buchreihe „Das Neue Universum“ (Band 51) sowie in der 1977 im Heyne Verlag als Taschenbuch Nr. 3562 erschienenen Sammlung von Kurzgeschichten von Hans Dominik „Ein neues Paradies“.

## Inhalt
Nach einer längeren Pause schrieb im Band 51 des „Neuen Universums“ Hans Dominik gleich zwei Kurzgeschichten: „Dreißig Jahre später“ und die belehrende Erzählung „Bei der verlorenen Mannschaft“. Bei „Dreißig Jahre später“ geht es um das Problem der Erzeugung ausreichender Nahrungsmittel durch die Landwirtschaft. Durch die Anwendung von Wachstumsstrahlen gelingt es, einen Riesenweizen zu erzeugen und damit den Hektarertrag auf das Fünffache zu steigern.

## Zur Kurzgeschichte
„Ein schöner Herbsttag im Jahre 1940. In der Berliner Gartenbauausstellung drängen sich die Besucher um einen gewaltigen Kürbis, der mit reichlich zwei Meter im Durchmesser wie ein goldiger Riesenglobus breit und massig in den Strahlen der Abendsonne glänzte. Nur eine kleine Tafel war davor: Gezüchtet von Professor Olearius.“ 
So beginnt Hans Dominik diese Kurzgeschichte auf der ersten Seite des Bandes 51 des Jahrbuches "Das neue Universum". Doktor Reuter und Domänenrat Arnoldi erfahren in dem abendlichen Vortrag, dass diese Riesenzüchtung Professor Olearius durch Anwendung einer Wachstumsstrahlung im Ultravioletten geglückt ist. Es komme dabei allerdings sowohl auf die richtige Wellenlänge als auch auf die richtige Intensität an (1930 wusste noch niemand, wie das Wachstum der Pflanzen reguliert wird).
Auf dem Gut des Domänenrates wird dann ein Versuchsfeld angelegt, das nach dem Vorschlag von Professor Olearius mit Scheinwerfern bestrahlt und auf dem Weizen angepflanzt wird. Der Erfolg bleibt nicht aus: die Weizenhalme erreichen doppelte Mannshöhe und tragen Ähren stärker als ein Maiskolben und dreimal so lang. Hans Dominik schreibt dann: „Nun konnte man den endgültigen Erfolg übersehen: Durch eine systematische Anwendung der Wachstumsstrahlung lassen sich die Kornfruchterträge der deutschen Landwirtschaft verfünffachen, und den Landwirten selbst bleibt nach Abzug aller Unkosten noch ein reichlicher Gewinn.“
Jahrzehnte später sitzen Arnoldi und Doktor Reuter wieder mit Professor Olearius zusammen. Da zeigt ihnen dieser sein Vermächtnis: Eine Strahlung, durch die sich auch die Zeit des Wachstums stark verkürzen lässt, so dass auch in Deutschland zwei oder drei Ernten pro Jahr möglich würden. Aber seine Versuche scheiterten immer, wenn die Entwicklung der Pflanzen bis zum Beginn der Fruchtbildung vorgeschritten war. Dies zu vollenden muss er seinen Nachfolgern überlassen.